# Maestà d'Assise (Cimabue)

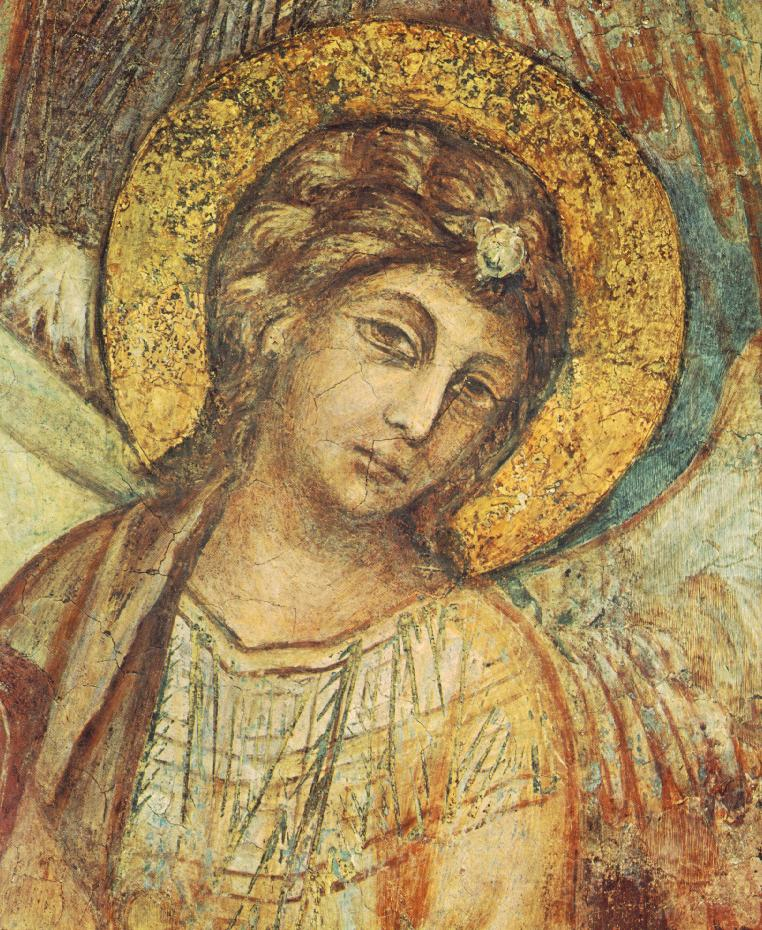
Détail.

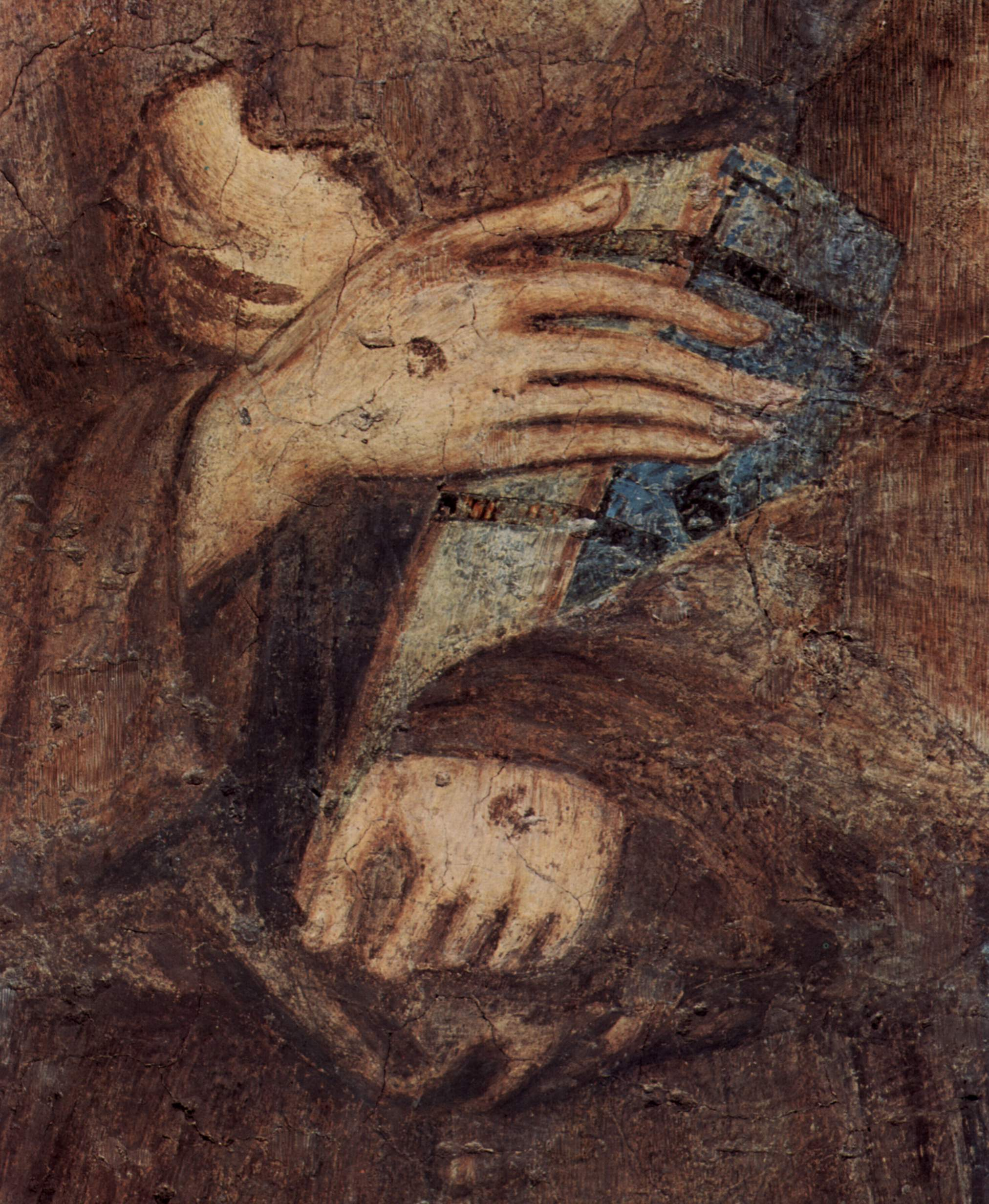
Les stigmates.

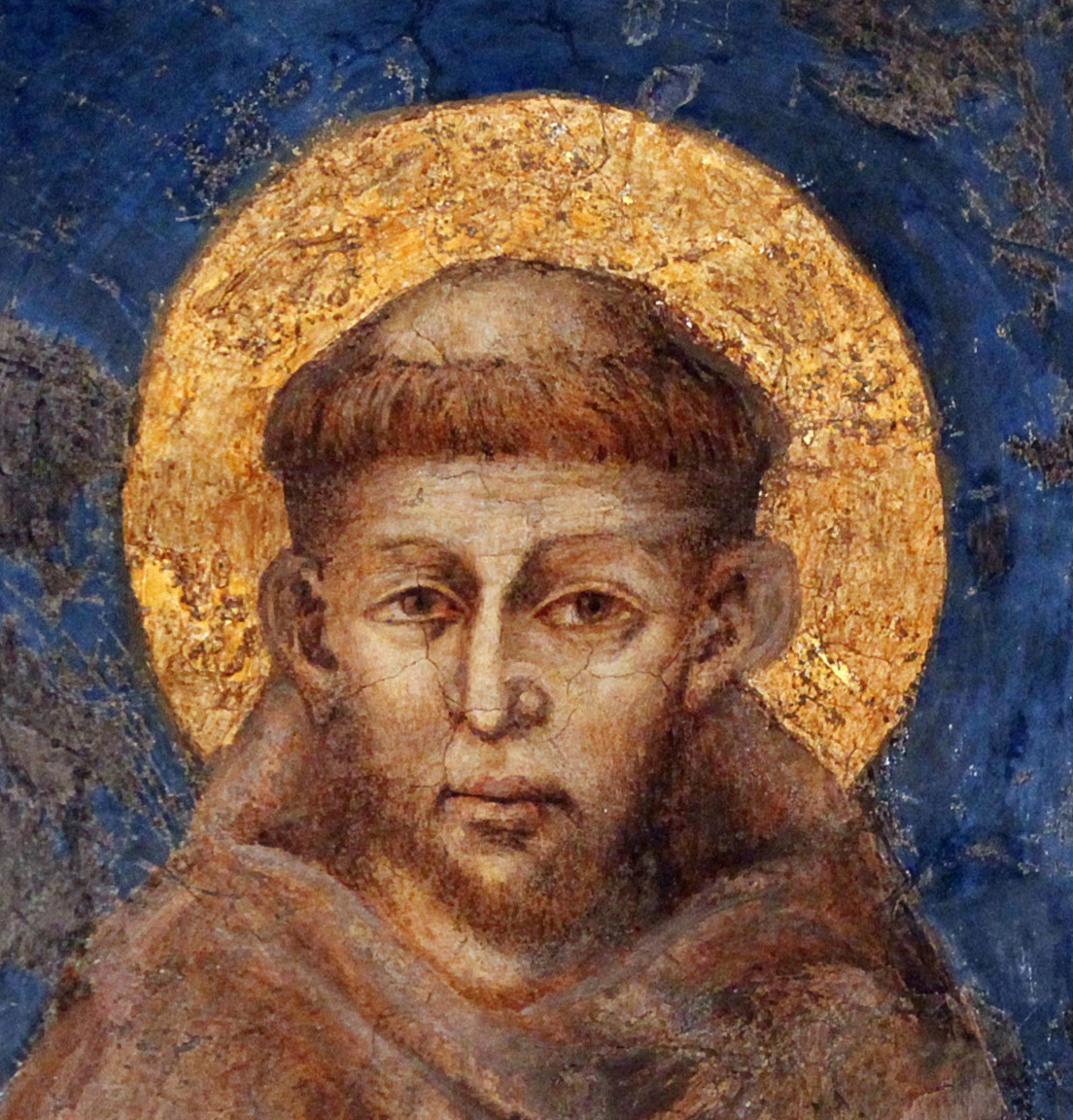
Visage de saint François (fortement repeint).

La Maestà d'Assise ou Vierge à l'Enfant entourée d'anges avec saint François (en  italien, Maestà di Assisi) est une fresque (320 × 340 cm) réalisée par Cimabue, datable autour de 1285-1288 environ. Elle est située dans l'église inférieure de la basilique Saint-François d'Assise.

## Histoire
Comme souvent à l'époque, la  peinture a été réalisée en une seule journée en étalant une couche de la taille de l'échafaudage, puis en procédant à de grandes finitions « a secco » (la même technique est à la base du mauvais état de conservation des fresques de Cimabue dans l'église supérieure).
La fresque, peut-être retouchée par Giotto et son atelier  au XIVe siècle, a été repeinte en 1587 par un peintre de la fin du XVIe siècle, peut-être Guido da Gubbio. En 1872-1874, elle est restaurée par Guglielmo Botti, dont l'intervention est saluée par Cavalcaselle, mais qui pratique un « embellissement » néo-gothique en vogue à l'époque. En 1973, elle est de nouveau restaurée par l'Institut supérieur pour la conservation et la restauration de Rome. Les peintures précédentes n'ayant pas été complètement éliminées, la fresque originale de Cimabue semble incomplète et en mauvais état de conservation ; de nombreux critiques l'évaluent par une seule approche générale, omettant les détails.
L'œuvre a été reconnue comme appartenant à Cimabue par Fra 'Lodovico da Pietralunga au XVIe siècle, hypothèse confirmée au XIXe siècle par Sebastiano Ranghiasci. Depuis, aucun critique n'a remis en cause son attribution. La datation, qui oscille entre 1280 et 1300, est plus discutée. Une thèse affirme (par Brandi en 1951) que la Maestà est antérieure aux fresques de Cimabue dans l'église supérieure (1288-1292) ; à l'inverse, il est supposé aussi que sa réussite a été à l'origine de la commande à Cimabue des fresques de l'église supérieure. Ceci est également plausible lorsque l'on compare les fresques d'un point de vue stylistique : une récente analyse détaillée et rigoureuse de Luciano Bellosi (2004) date le travail de 1285-1288, au début de l'activité de l'artiste à Assise.
Adolfo Venturi, notant l'asymétrie inhabituelle chez le peintre, a émis l'hypothèse que les fresques adjacentes de Giotto et de l'atelier avaient couvert une figure à gauche du trône de la Vierge, symétrique du Saint François à droite, qui aurait pu être saint Antoine de Padoue ou saint Dominique (Nylom, 1969). Peut-être que ce Saint François a été ajouté par la suite à la demande de la communauté franciscaine (Nylom, 1969), mais cette hypothèse est  généralement écartée en raison de l'organisation équilibrée de la composition, qu'un second saint soit présent ou non.

## Description
Situé dans le transept droit de l'église inférieure, cette fresque montre la Vierge à l'Enfant en majesté, c'est-à-dire sur un trône, entre quatre anges et avec une représentation de saint François debout à droite.
Le trône de bois de Marie, élégamment sculpté et jadis orné de dorures, est disposé latéralement comme dans la Maestà du Louvre, sans le raccourci central de la Maestà de Santa Trinita. Au dos, il y a un rideau brodé. Marie tient l'Enfant sur ses genoux dans une position asymétrique, avec son pied droit placé sur une marche basse et le pied gauche plus haut, afin de faciliter la tenue de l'enfant qui est assis de ce côté. Jésus, le visage visiblement repeint (comme celui de Marie), tend la main pour saisir naturellement un ourlet de la robe de sa mère, tandis que Marie, aux longs doigts effilés, lui caresse le pied. La forme des mains est particulièrement typique de l'artiste et de son cercle, comme on le voit dans des œuvres telles que la Madonna di Castelfiorentino. La draperie est également attribuée à un repeint.
Les anges, souriants et face au spectateur, s'organisent autour du trône, le caressent avec élégance et inclinent la tête, soit à droite, soit à gauche, s'inspirant des œuvres romaines telles que la Maestà de Santa Maria Antiqua (Ve siècle) ou les Theotokòs de Sainte-Marie-du-Trastevere (fin du VIIe siècle). Ils sont mis à l'échelle sur deux rangs : la profondeur différente est suggérée par leur présence physique renforcée par la plasticité de leurs volumes. Parmi les anges, le visage de celui en bas à droite se détache, avec des ailes finement ombrées comme on en trouve également dans les anges entre les loggias de l'église supérieure. Il a un visage énigmatiquement posé, faisant presque allusion à un sourire, traversé d'ombres profondes qui lui donnent de la rondeur.
Le Saint François est similaire à celui représenté dans un panneau conservé au musée de Santa Maria degli Angeli. C'est l'une des plus anciennes représentations du saint, même si le repeint ultérieur empêche de tirer des conclusions sur sa physionomie réelle. Il est pieds nus, porte une robe et a une apparence jeune, avec une barbe et une tonsure courtes. Fixant les fidèles, il montre clairement les signes des stigmates sur ses mains et ses pieds, ainsi que sur le côté où il a une entaille à hauteur de la poitrine. Il avait à l'origine de très grandes oreilles, atténuées par le repeint ultérieur, qui est également responsable des nombreuses touches sombres. Il tient un livre sur sa poitrine.
Les deux groupes figuratifs sont calmement exaltés par leur contraste : si la Vierge est élégante et somptueuse, le Saint est sobre et soumis. L'ensemble de la composition repose sur une pelouse verte, aujourd'hui très noircie par l'oxydation de la couleur.

## Style
L'analyse récente, précise et rigoureuse de Luciano Bellosi (2004) a permis d'établir que la Maestà est antérieure aux fresques de l'église supérieure de la basilique Saint-François d'Assise et postérieure aux mosaïques du baptistère de Florence et à des œuvres telles que le crucifix de Santa Croce ou la Maestà du Louvre, qui datent d'environ  1280. Les principaux indices qui permettent d'anticiper la Maestà par rapport aux autres fresques d'Assise sont les suivants :
- Les auréoles ne sont pas en relief et rayonnées, comme celles plus innovantes présentes dans l'église supérieure et adoptées par tous les artistes ensuite dans les cycles de fresques.
- La scène de la Vierge assise sur le trône céleste avec Jésus-Christ dans l'église supérieure montre une représentation frontale du trône, avec les deux côtés ouverts comme les pages d'un livre. Une telle représentation du trône ne sera utilisée par Cimabue qu'à la fin de la Maestà de Santa Trinita (1290-vers 1300) et par des élèves tels que Duccio di Buoninsegna après 1290, tandis que la Maestà du Louvre (vers 1280) et la Maestà di Santa Maria dei Servi (1281-vers 1285) montrent un trône en treillis.

Les principaux indices qui permettent de postdater la Maestà par rapport aux œuvres d'environ 1280 sont les suivants :
- La narine des têtes tournées de « trois quarts » n'est pas un simple épaississement du bord du nez comme dans les œuvres de Cimabue de 1280. Toutes les fresques d'Assise, y compris la Maestà en question, montrent une sorte d'incision à l'intérieur du nez, comme dans la Maestà de Santa Trinita et dans la mosaïque de l'abside de la cathédrale de Pise, qui sont les dernières œuvres de Cimabue qui nous sont parvenues.
- Les plis du manteau de la vierge au-dessus de sa tête tombent verticalement dans la Maestà de Santa Trinita et ne sont pas disposés en demi-cercle concentriques comme dans la Maestà du Louvre, dans la Maestà de Bologne et dans le Madonna dolente du Crucifix de Santa Croce.
- Les plis du manteau de la Vierge sont plus lâches et ont perdu la forme qu'ils présentent dans la Maestà du Louvre et celle de Bologne.
- Le visage de la Vierge et les anges ont perdu le sérieux de la Maestà du Louvre et paraissent plus détendus et sereins, presque souriants, comme dans la Maestà de Santa Trinita.
- Les anges sont alternativement représentés avec des visages à droite et à gauche, une représentation qui rappelle la Maestà de Santa Trinita, mais pas celle du Louvre.

## Analyse
Cimabue pousse à l'extrême le style « oriental », fondé sur un système de courbes et sur un code des poses qui ne constituent pas encore une véritable « gestuelle ». Le sens de l'humain se marque cependant, dans le visage de saint François, d'abord, qui tente de transformer le type du saint homme en portrait, ayant des traits physiques qui le distingue, et  aussi dans le modèle et l'expression de l'ange qui est légèrement penché vers le Christ. Les dispositifs spatiaux sont multiples : livre tenu par saint François et, surtout, le trône de la Vierge représenté avec plusieurs effets de perspective. Le saint équilibre l'image du trône porté par les anges dans une peinture qui est dévotionnelle : le rapprochement spatial exprime la proximité spirituelle du divin et de l'humain, l'équilibre de la pensée franciscaine de la douceur, très différent des futurs développements giottesques.

## Postérité
La fresque fait partie du musée imaginaire de l'historien français Paul Veyne, qui le décrit dans son ouvrage justement intitulé Mon musée imaginaire.